# Svenska flottan
Svenska flottan (vid ceremoniella tillfällen även Kungliga flottan) är det ena av de två vapenslagen inom svenska marinen och består av fartygsförband med underhållsresurser. Flottans stridsfartyg består av korvetter, minröjningsfartyg, minfartyg och ubåtar. Det andra vapenslaget är Amfibiekåren, tidigare Kustartilleriet.
Sverige har en örlogsflotta med fartyg anpassade för att hävda Sveriges territoriella integritet och svenska intressen samt för att genomföra sjöfartsskydd huvudsakligen i närområdet (Sveriges omgivande vatten), men även utanför närområdet, som till exempel i Medelhavet utanför Libanon (UNIFIL) och utanför Afrikas horn (EUNAVFOR operation ATALANTA). Sverige är ett av få länder med egen utveckling och produktion av avancerade ubåtar, korvetter och mindre fartyg avsedda för kustnära miljöer.

## Historia

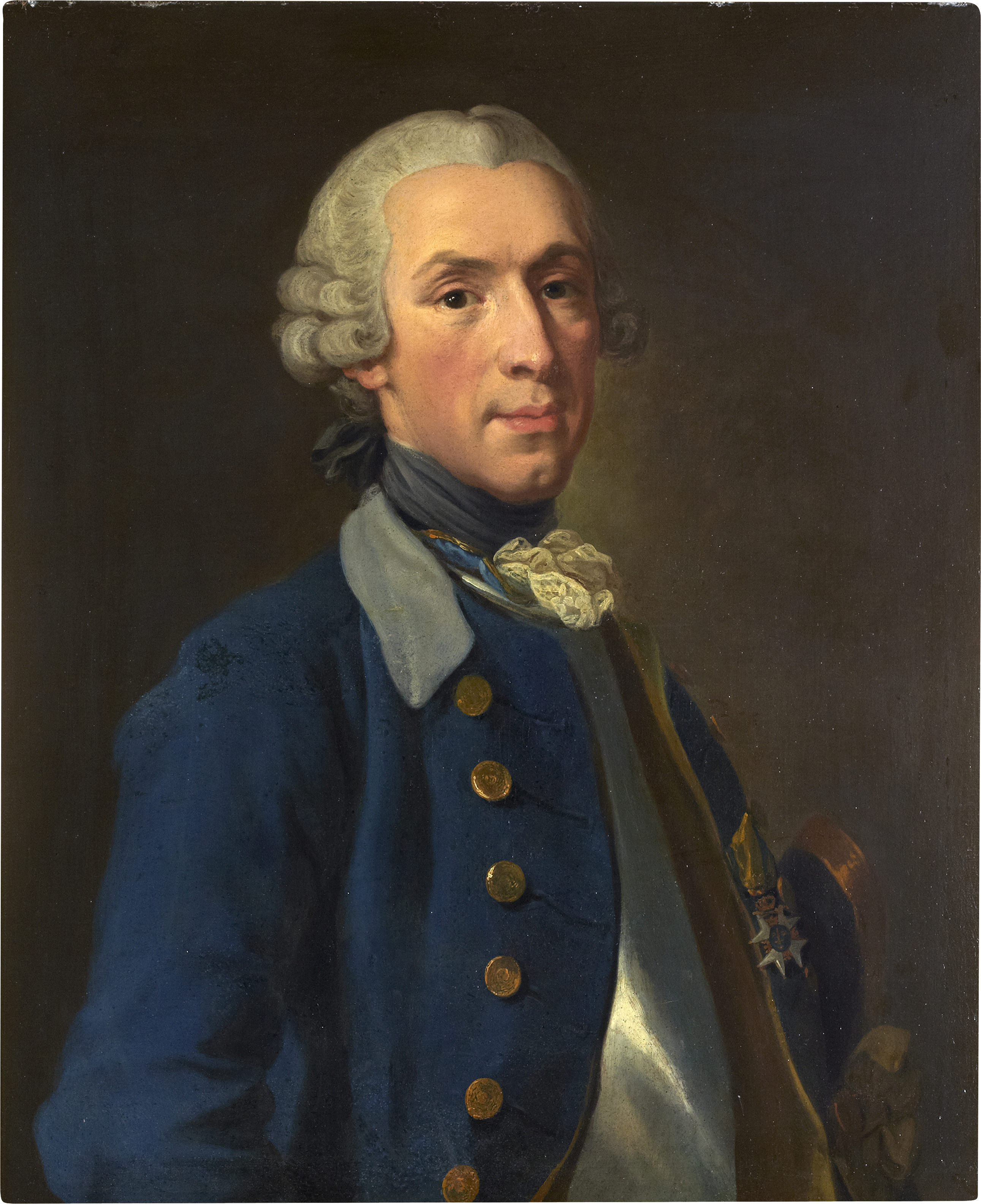
Peter von Stierneman iklädd uniform m/1756 för flottan och med Svärdsorden på bröstet. Porträtt från ca 1760 av Lorens Pasch den yngre.

Redan under vikingatiden fanns en marin organisation under Sveakungarna som benämndes ledung. Den moderna flottans historia brukar i allmänhet ledas tillbaka till Gustav Vasas dagar, närmare bestämt den 7 juni 1522, då 750 tyska legoknektar med tio skepp anlände till Söderköping för att efter Gustav Vasas beslut senare fortsätta till Stockholm. Skeppen och legoknektarna hade av köpmän från Lübeck ställts till den svenske kungens förfogande för en summa av 42 000 mark motsvarande tio tunnor silver. Svenska örlogsfartyg deltog emellertid redan i slaget i Öresund år 1427 vilket påvisar en marin organisation innan den av Gustav Vasa skapade svenska flottan.
Den svenska Örlogsflottan verkade sedan ensam fram till 1756 då man skapade Arméns flotta (skärgårdsflottan) som ansvarade för kustnära försvar och krigföring, medan örlogsflottan blev en linjeflotta för strid till havs. De båda flottorna slogs samman 1823 och bildade då Kungliga Flottan.

## Materiel

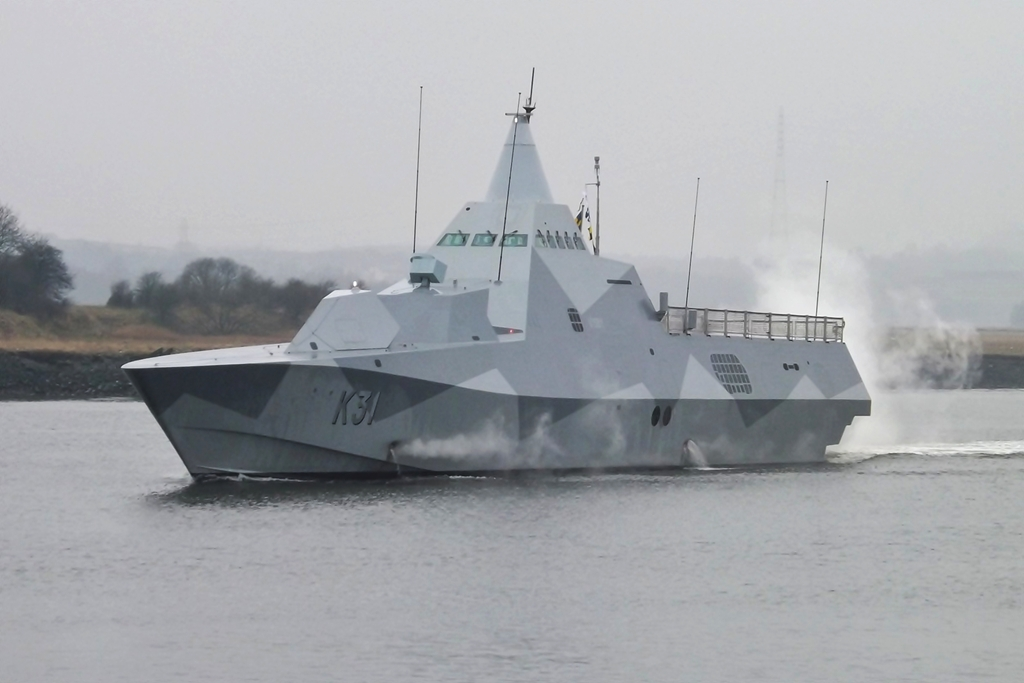
K31 Visby

Den svenska flottans numerär är relativt de övriga nordiska ländernas stor, ca 300 fartyg, varav det stora flertalet består av snabbgående mindre båtar samt av Stridsbåt 90. Dessutom organiseras i Sverige Kustbevakningen i en särskild organisation under Försvarsdepartementet och förfogar över ytterligare cirka 100 fartyg medan man i till exempel Danmark och Norge organiserar det kustbevakande uppdraget direkt under resp. marin. Dock är den svenska flottans fartyg relativt små, då de största robotbärande ytstridsfartygen utgörs av Visby-klass korvetter. Då dessa slutlevererades 2015, tillförde de sin storlek till trots uthållighet och operationsräckvidd på ett sätt som svenska flottan saknat under de år man organiserade större delen av sjöstridsflottiljerna kring robotbärande robot- och patrullbåtar.
Beslutade materialanskaffningar omfattar två ubåtar av A26-klass (HMS Blekinge och HMS Skåne) som ersättare för Södermanland-klassens två ubåtar, två nya korvetter som ersättare till de två fartygen av Göteborg-klass samt fyra större ytstridsfartyg av Luleå-klass.

## Verksamhet
Den svenska flottan är från och med 1 januari 2005 organiserad i en ubåtsflottilj och två sjöstridsflottiljer:
- 1. ubåtsflottiljen i Karlskrona
- 3. sjöstridsflottiljen i Karlskrona
- 4. sjöstridsflottiljen på Berga

Flottans huvudbas ligger i Karlskrona och utgörs av stödförbanden Marinbasen och Sjöstridsskolan samt ovan nämnda insatsförband, 1. ubåtsflottiljen och 3. sjöstridsflottiljen.

## Internationell verksamhet

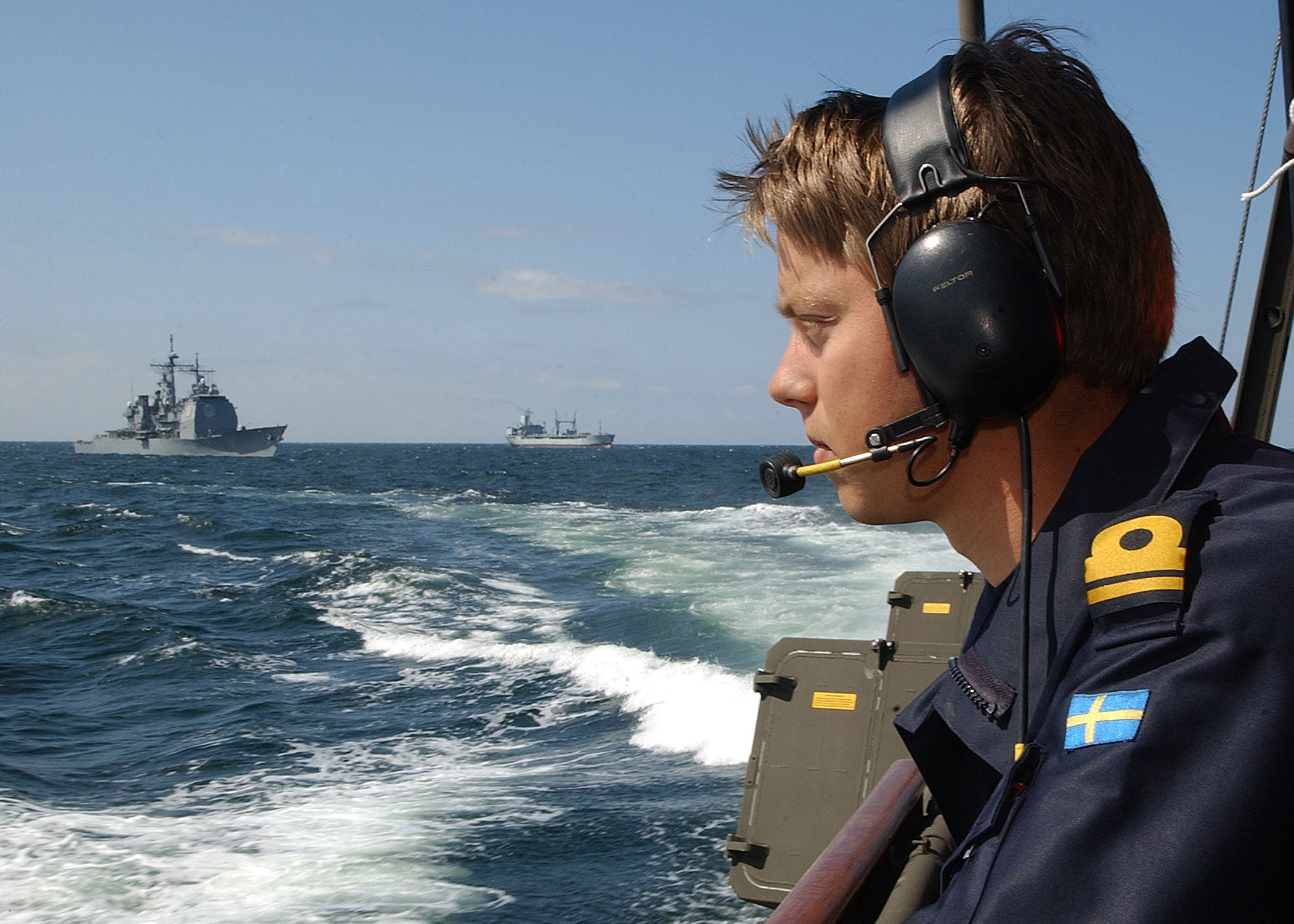
Svensk sjöofficer på HMS Norrköping (R131) under övning BALTOPS 2003.

Flottan har i alla tider bedrivit verksamhet som kan betraktas som internationell. Vid sidan om operationer, som till exempel skydd av svensk sjöfart mot pirater i Medelhavet tidigt 1800-tal och andra bevakningsuppgifter utanför Sveriges sjöterritorium, har flottans fartyg genomfört inspektions- och utbildningsexpeditioner i främmande farvatten. Örlogsbesök, som genom ömsesidiga utbyten mellan svenska fartygsbesättningar och värdländernas örlogsflottor syftar till att skapa goda relationer mellan stater, förekommer regelbundet.
Sedan 1995 har flottan återkommande varit engagerad i minröjningsoperationer i de baltiska ländernas farvatten. Inledningsvis bedrevs denna som svenskt suveränitetsstöd men utvecklades efterhand till en multilateral insatsverksamhet med deltagande örlogsfartyg från bland annat Benelux, Frankrike, Storbritannien och de nordiska grannländerna.
I oktober 2006 beslutade Sveriges regering att Sverige för första gången skall ställa upp med en marin styrka under FN-mandat. Styrkan gick under namnet ML 01 och skulle tillsammans med örlogsfartyg från bland annat Tyskland, Danmark, Norge, Bulgarien, Grekland och Turkiet stoppa smuggling av vapen till Hizbollah och andra grupperingar efter kriget i Libanon sommaren 2006.
Flottan bidrog med korvetten HMS Gävle samt stödresurser i land. Styrkan bedrev sjötrafikkontroll i farvattnen utanför Libanons kust, där uppgiften var att samtliga fartyg som skulle in och ut från Libanons hamnar skulle kontrolleras. HMS Sundsvall (K24) löste av HMS Gävle i april 2007. Den svenska insatsen i Libanon avslutades i september 2007.
Under 2009 bidrog 3. Sjöstridsflottiljen med tre fartyg till den EU-ledda Operation Atalanta i Adenviken. Uppgiften var i första hand att eskortera fartyg tillförande Världslivsmedelsprogrammet. Som tillika uppgift skulle man även ingripa mot piratverksamheten i området. HMS Malmö lyckades stoppa ett pågående piratangrepp, och även gripa sju misstänkta gärningsmän. Styrkan benämndes ME01 och var på plats april till augusti 2009.
Under 2010 skickades ME02 med HMS Carlskrona ned för att agera som styrkehögkvarter för hela Operation Atalanta. Flottiljamiral Jan Thörnqvist var under april till augusti 2009 embarkerad ombord som högste militära befälhavare på plats inom EUNAVFOR.
Marinen har med olika beredskapsnivåer sedan 2001 haft beredskap med följande insatsförband:
- IM, Internationellt minröjningsförband (från 2001)
- IKS, Internationellt korvettförband (från 2003)
- IUb, Internationellt ubåtsförband (från 2003)
- IAS, Internationell Amfibiestyrka (från 2007)
- FNSU, Internationellt underhållsförband (från 2001)

Från och med årsskiftet 2007 deltar ammunitions- och minröjningsenhet ur 4. sjöstridsflottiljen i Afghanistan.

## Heraldik och traditioner
Efter att flottans jagareklass Halland-klass utrangerats under 1980-talet blev ubåtarna de största fartygen i svenska flottan och har därmed fått överta traditionen från jagare att bära landskapsnamn. Näcken-klass blev därmed de sista ubåtarna med klassiska ubåtsnamn. Den sista jagaren HMS Halland (J18) utrangerades innan Västergötland-klass tagits i drift. Bakgrunden till att ubåtarna övertog landskapsnamnen var att dåvarande chefen för marinen amiral Per Rudbergs ansåg att marinens slagkraftigaste fartyg, ubåtarna, skulle överta landskapsnamnen. Flottans korvetter har sedan de infördes döpts till stadsnamn, medan minröjningsfartyg döps efter fyrar och öar.
När det gäller val av namn tas det fram genom en namngivningsprocess, där namn först föreslås till en namngivningskommitté, som sedan skickar sitt namnförslag till H.M. Konungen för "dennes nådiga gillande". Efter konungens svar beslutar sedan marinchefen om slutgiltigt val av fartygsnamn. I namngivningskommitténs process tas hänsyn till historiken och vilka namn som använts tidigare.

## Svenska örlogsfartyg
För komplett förteckning och historiska fartyg se Lista över svenska örlogsfartyg
| Klass         | Typ                         | Antal | Första sjösättn | Detaljer |
| ------------- | --------------------------- | ----- | --------------- | --- |
| Visby         | Korvett                     | 5     | 2000            | Korvetter utformade med smygegenskaper byggda av kompositmaterial. Utrustade med Robot 15 sjömålsrobotar, 57mm allmålskanon och torpeder. Möjlighet att ta emot en helikopter.                                                          |
| Göteborg      | Korvett                     | 2     | 1992            | Korvetter anpassade för ubåtsjakt. Drivs med vattenjet. Utrustade med Robot 15 sjömålsrobotar, 57 mm och 40 mm allmålskanoner, och torpeder.                                                                                            |
| Stockholm     | Patrullbåt                  | 2     | 1985            | Fd korvetter som 2017 klassades om till patrullbåtar. 57 mm allmålkanon. Förmågan att utrustas med Robot 15 har vidmakthållits. |
| Koster        | Minröjningsfartyg           | 5     | 1983            | Minröjningsfartyg utrustade med fjärrstyrda undervattensfarkoster, så kallade ROV:ar, och sveputrustning. Koster-klass baseras på fartygen i Landsorts-klass, där två av de ursprungliga fartygen inte konverterades till Koster-klass. |
| Styrsö        | Minröjningsfartyg           | 4     | 1996            | Minröjningsfartyg byggda helt i komposit. Två fartyg ombyggda till röjdykarfartyg och två till ledningsfartyg. |
| Gotland       | Ubåt                        | 3     | 1996            | Konventionell ubåt utrustad med luftoberoende Stirlingmaskineri. Beväpnade med torpeder. Systerfartyg Uppland och Halland. Två fartyg i klassen genomgår livstidsförläning.                                                             |
| Södermanland  | Ubåt                        | 1     | 1986            | Endast en av båtarna i klassen återstår, HMS Södermanland. Hon genomgår under 2022 ytterligare en livstidsförlänning för att vara operativ till 2028. Kommer därefter att ersättas under 2027 med två ubåtar i den nya A26-klassen.     |
| Carlskrona    | Ocean Patrol Vessel         | 1     | 1982            | Före detta minfartyg som besökt många hamnstäder över hela världen då hon varit långresefartyg. Numera stödfartyg. Har medverkat i EU:s operationer i Adenviken. Stöd- och ledningsfartyg för 3. Sjöstridsflottiljen                    |
| Trossö        | Stödfartyg                  | 1     | 1997            | Stöd- och ledningsfartyg för 4. Sjöstridsflottiljen |
| Belos         | Ubåtsbärgningsfartyg        | 1     | 1990            | Fartyg utrustat med en URF, ubåtsräddningsfarkost, med möjlighet att rädda en hel ubåtsbesättning ur en sjunken ubåt. |
| Tapper        | Bevakningsbåt               | 11    | 1992            | Bevakningsbåtar för sjöövervakning. Är även utrustade med sensorer och vapensystem för ubåtsjakt. Ett av de ursprungliga fartygen har utrangerats.                                                                                      |
| Altair        | Skolfartyg                  | 5     | 2008            | Skolfartyg tillhörande Sjöstridsskolan för utbildning i navigation, manöver och allmän fartygstjänst. Fartygen är även utrustade för att kunna agera som bevakningsfartyg.                                                              |
| Artemis       | Signalspaningsfartyg        | 1     | 2019            | Signalspaningsfartyg tillhörande 1. Ubåtsflottiljen. Överlämnades till Försvarsmakten den 15 november 2023 och ersatte då HMS Orion. |
| Stridsbåt 90H | Stridsbåt                   | 165   | 1991            | Fartyg för kustnära strid och trupptransport. |
| Trossbåt 600  | Transport- och arbetsfartyg | 10    | 1982-1988       | Fartygstyp som används som transportfartyg och arbetsplattform. Av 15 ursprungliga enheter finns 5 kvar inom Flottan, samt 5 enheter inom Marina Hemvärnet och Sjövärnskåren.                                                           |
| Lätt trossbåt | Transportfartyg             | 16    | 1995            | Fartygstyp som i första hand används av amfibietrupperna för material- och trupptransport. |
| Loke          | Transportfartyg             | 1     | 1994            | Ett lastfartyg tillhörande amfibietrupperna som tar last via en ramp i fören och har en lastförmåga på 150 ton. |